# Tag der Briefmarke (Deutsches Reich)
Der Tag der Briefmarke (TdB) geht auf eine Idee von Hans von Rudolphi zurück und wurde erstmals im Dezember 1935 in Österreich begangen. Er sollte auf die Bedeutung der Briefmarke für die Post und die Allgemeinheit durch Ausstellungen, Sondermarken und sonstige Aktivitäten hinweisen.
In Deutschland wurde der Tag der Briefmarke zum ersten Mal am 7. Januar 1936, dem Geburtstag von Heinrich von Stephan, begangen. 1941 gab die Deutsche Reichspost erstmals eine eigene Sondermarke hierfür aus. Es folgten bis 1944 jährlich eine Zuschlagsmarke. Drei der vier Marken erschienen im Januar und die letzte 1944 im Oktober.
Die Emission von Sondermarken zum "Tag der Briefmarke" wurde in der Bundesrepublik, in Berlin und in der DDR fortgesetzt.

## Ausgabeanlass
„Die Briefmarkensammler Deutschlands begehen in diesem Jahre am 12. Januar den „Tag der Briefmarke“ und ehren damit den Gründer des Weltpostvereins, Heinrich von Stephan. Die Deutsche Reichspost gibt hierzu eine Sondermarke zu 6+24 Rpf heraus. Die grünfarbigen Marken sind in der Staatsdruckerei Wien in Rastertiefdruck nach einem Entwurf des Künstlers Meerwald, Berlin-Wilmersdorf, hergestellt worden und haben die Größe 26×31 mm.

[…]

Die Marken werden am 12. Januar 1941 bei den für die Veranstaltungen des Reichsbundes der Philatelisten und der KdF-Sammlergruppen eingerichteten Sonderpostämtern (s. AmtsblattMitt. Nr. 1005/1941 S. 5) und vom 13. Januar an bis Ende Februar 1941 bei den Postämtern am Sitze der Reichspostdirektionen […] abgegeben. Schriftliche Bestellungen nimmt nur die Versandstelle für Sammlermarken, Berlin SW 68, Zimmerstr. 97, entgegen.

Soweit die Marken bei den Postämtern abgesetzt werden, fließt der Zuschlag von 24 Rpf restlos dem Kulturfonds zu, während von dem Zuschlag der bei den für die Veranstaltungen des Reichsbundes der Philatelisten und der Kdf-Sammlergruppen eingerichteten Sonderpostämtern abgesetzten Marken 16 Rpf dem Kulturfonds und 8 Rpf den Organisationen zufließen.

Über die Lieferung und die Abführung des Zuschlagerlöses haben die RPDen besondere Verfügungen erhalten. Für die rechnerische Behandlung gelten die Bestimmungen der AmtsblVf. Nr. 600/1940 S. 681 entsprechend.

Min-Z 2044-4“

## Liste der Ausgaben und Motive
Legende
- Bild: Eine bearbeitete Abbildung der genannten Marke. Das Verhältnis der Größe der Briefmarken zueinander ist in diesem Artikel annähernd maßstabsgerecht dargestellt.
- Beschreibung: Eine Kurzbeschreibung des Motivs und/oder des Ausgabegrundes. Bei ausgegebenen Serien oder Blocks werden die zusammengehörigen Beschreibungen mit einer Markierung versehen eingerückt.
- Werte: Der Frankaturwert der einzelnen Marke. Viele Sondermarken haben einen Zuschlag.
- Ausgabedatum: Das erstmalige Datum des Verkaufs dieser Briefmarke.
- Gültig bis: Nach diesem Datum konnte die Marke nicht mehr verwendet werden.
- Entwurf: Soweit bekannt, wird hier der Entwerfer dieser Marke angegeben.
- MiNr.: Diese Briefmarke wird im Michel-Katalog unter der entsprechenden Nummer gelistet.

| Sondermarken: Tag der Briefmarke |                                                  |                  |                 |                              |                |       |
| Bild                             | Beschreibung                                     | Werte in Pfennig | Ausgabe- datum  | gültig bis                   | Entwurf        | MiNr. |
|                                  | Postillon mit Posthorn vor einem Globus          | 6+24             | 12. Januar 1941 | 31. Dezember 1942            | Erich Meerwald | 762   |
|                                  | Briefmarkensammler mit Lupe und Briefmarkenalbum | 6+24             | 11. Januar 1942 | 31. Dezember 1942            | E. Stahl       | 811   |
|                                  | Alte Postkutsche                                 | 6+24             | 10. Januar 1943 | zur Kapitulation im Mai 1945 | Erich Meerwald | 828   |
|                                  | Posthorn und Brief                               | 6+24             | 2. Oktober 1944 | zur Kapitulation im Mai 1945 | Erich Meerwald | 904   |